# Religião no Quênia
A religião predominante do Quênia é o cristianismo, praticado por cerca de 80% da população. Outras crenças praticadas no país são o baha'i, o hinduísmo, o islã e religiões tradicionais africanas.

## Religiões abraâmicas

### Cristianismo

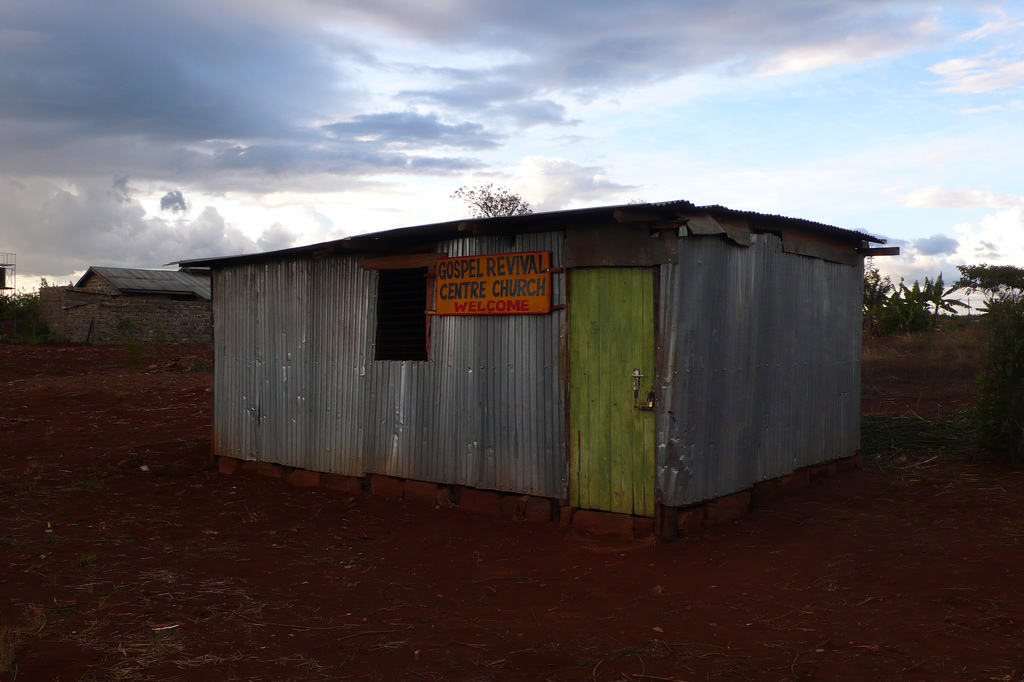
Igreja Gospel Revival Centre, Ruiru, Quênia.

O cristianismo chegou ao Quênia no século XV, levado pelos portugueses, e se espalhou rapidamente durante o século XIX, quando experimentou um renascimento. Hoje em dia as principais denominações cristãs no país são as fés protestantes, que perfazem 38% da composição religiosa do país, e que incluem a Igreja Anglicana do Quênia e as igrejas Adventista do Sétimo Dia, Presbiteriana, Reformada, Batista, Luterana e Pentecostal.A Igreja Adventista do Sétimo Dia no Quênia possui mais de 1 milhão de membros se reunindo em mais de 10 mil igrejas e congregações. Isso representa cerca de uma em cada 49 pessoas no país. A Igreja Católica Romana representa 33% da população. A população de origem étnica etíope do Quênia, estimada em torno de 300 000 pessoas (1,7% da população), são Ortodoxos Etíopes.

### Islã

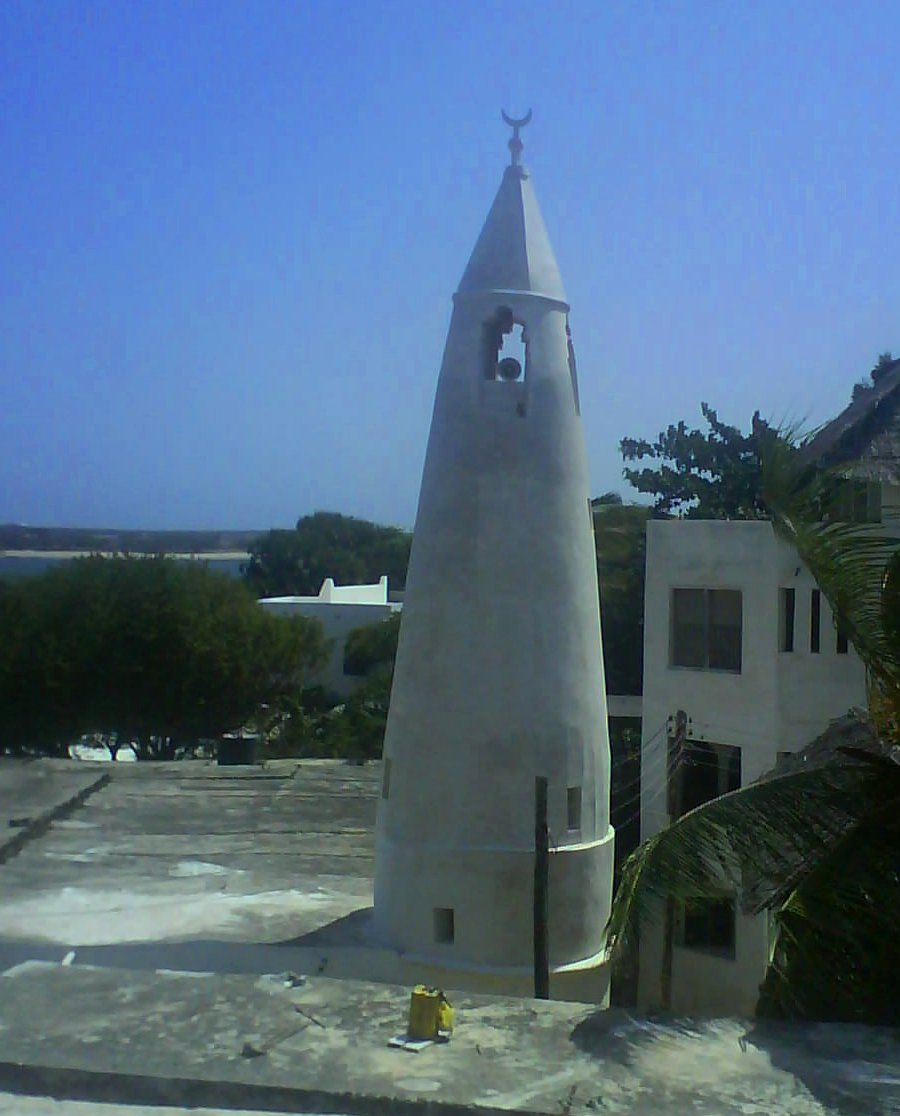
Uma mesquita na Ilha de Lamu

As estimativas a respeito da porcentagem da população que adere ao islã variam muito. Segundo o censo de 2009, 11,2% da população é muçulmana, mas há estimativas que apontam para 20 a 45%. Estima-se que os sunitas representem 7% da população queniana.
Existe uma população de xiitas, em sua grande parte, descendentes de ismaelitas ou influenciados por comerciantes ultramarinos do Oriente Médio e Índia. Esses xiitas que incluem Dawoodi Bohra, somam um total de 6 000 a 8 000 pessoas.
Na capital do país, Nairóbi, há várias mesquitas e uma população notável de muçulmanos. A Província do Nordeste é predominantemente somali e islâmica. A Província do Litoral também tem uma significativa população muçulmana.
Os tribunais religiosos da xaria, chamados de tribunais cádi, recebem jurisdicação sobre certos assuntos civis como divórcios e heranças, de acordo com a constituição do Quênia.
Os muçulmanos reclamam que são alvo de perseguições e discriminações por parte do governo, particularmente desde os atentados de 1998 contra as embaixadas dos Estados Unidos em Nairóbi e outros locais da África.

### Fé Bahá'í
Presente no Quênia desde 1945, em sua breve história a religião cresceu para um número significativo de 308 000 adeptos em 2005, ou cerca de 1%  da população. Na década de 1990 os Baha’is no Quênia participaram de um grande projeto nacional da saúde que incluía vacinação, manutenção de banheiros e a expansão dos mananciais de água potável. 

## Outras

### Hinduísmo
Existem um grande número de hindus morando no Quênia, aproximadamente 500 000. Localizam-se principalmente na capital, Nairóbi, e em áreas como Mombaça, Eldoret, Kisumu, entre outros.

### Religiões tradicionais africanas
As religiões africanas são tipicamante baseadas em fenômenos naturais e reverência aos ancestrais. Presume-se que os mortos simplesmente passam para outro estado de ser, capazes de trazer boa sorte ou calamidade para a vida. Desta forma, a maioria dos ritos religiosos é focada no apaziguamento dos mortos através de sacrifícios e ritos de sepultamento dignos. Os desejos do morto devem também ser seguidos à risca.
Os Kikuyu acreditam que Ngai reside no Monte Quênia e fazem suas orações voltados para a montanha.
Os Mijikenda possuem seus santuários nas florestas onde são oferecidos sacrifícios e orações.

### Sem religião
No censo de 2009, 922 128 pessoas se declararam como "sem religião". Este número representa 2,4% do total, o que faz deste grupo maior do que os grupos que se declararam como tradicionalistas, hindu ou outra religião. 61 233, ou seja, 0,2%, declararam que não sabiam a sua religião.